# Gerhard Lenski (Politiker)
Gerhard Lenski (* 29. Januar 1914 in Posen; † 28. September 2006 in Gießen) war ein deutscher Politiker (CDU) und ehemaliger Abgeordneter im Landtag Mecklenburg-Vorpommern.
Gerhard Lenski besuchte bis 1926 die Grundschule, bis 1932 das Gymnasium in Anklam und machte anschließend eine kaufmännische Lehre. Anschließend war Lenski als kaufmännischer Angestellter in verschiedenen Großhandlungen Stettins tätig. 1935 leistete er den RAD in Demmin ab, war aber wehrdienstuntauglich. Nach dem Zweiten Weltkrieg leitete Lenski zunächst das Umsiedleramt im Rat des Kreises und ab September 1946 wurde er zum Hauptreferent in der Abteilung Handel und Versorgung der Stadt Anklam ernannt. Seit November 1945 gehörte Lenski der CDU an. Nach Gründung der Anklamer CDU durch den Stadtkämmerer Hans Falke übernahm Lenski bald den Vorsitz des Ortsverbandes und wurde bei den Wahlen im Frühjahr 1946 in die Stadtvertretung und bei den Landtagswahlen 1946 in den Landtag gewählt. Die SED-Kreisleitung Anklam attestierte Lenski eine „reaktionäre Betätigung“ und eine „stets feindliche Einstellung gegen die SED“. Unter dem Vorwand, dass Lenski sein Anwärterschaft in der SA 1933 verschwiegen habe, griff sie ihn in der Landeszeitung vom 19. November 1948 an und bewirkte in öffentlicher Stadtverordnetenversammlung seine Entlassung. Lenski klagte vor dem Arbeitsgericht, entschied sich dann aber, nach Schleswig-Holstein zu fliehen.